# Tage Fahlborg
Tage Ragnar Valdemar Fahlborg (Estocolmo, 24 de abril de 1912-Estocolmo, 8 de enero de 2005) fue un deportista sueco que compitió en piragüismo en la modalidad de aguas tranquilas.
Participó en los Juegos Olímpicos de Berlín 1936, obteniendo una medalla de bronce en la prueba de K2 10 000 m.

## Palmarés internacional
| Juegos Olímpicos | Juegos Olímpicos   | Juegos Olímpicos  | Juegos Olímpicos |
| Año              | Lugar              | Medalla           | Evento           |
| ---------------- | ------------------ | ----------------- | ---------------- |
| 1936             | Berlín ( Alemania) | Medalla de bronce | K2 10 000 m      |